# Никольское (Можайский район)
Никольское — деревня в Можайском районе Московской области в составе Порецкого сельского поселения. Численность постоянного населения по Всероссийской переписи 2010 года — 10 человек. До 2006 года Никольское входило в состав Порецкого сельского округа. В деревне находится действующая Никольская церковь 1788 года постройки, в полуразрушенном состоянии.
Деревня расположена на северо-западе района, примерно в 33 км от Можайска, на безымянном ручье — правом притоке Москва-реки, высота центра над уровнем моря 209 м. Ближайшие населённые пункты — Мотягино на северо-западе и Желомеено на северо-востоке.